# Maria Ferranda de Saxònia
Maria Ferranda de Saxònia   (Dresden, 27 d'abril de 1796 - Brandýs nad Labem-Stará Boleslav, 3 de gener de 1865) gran duquessa de Toscana. Princesa i duquessa de Saxònia amb el tractament d'altesa reial que es casà en el si de la casa gran ducal de la Toscana.

## Biografia
Nascuda a Dresden, capital del regne de Saxònia, el dia 27 d'abril de 1796, sent filla del príncep Maximilià de Saxònia i de la princesa Carolina de Borbó-Parma. Era neta per línia paterna del rei Frederic Cristià I de Saxònia i de la princesa Maria Antònia de Baviera i per línia materna del duc Ferran I de Parma i de l'arxiduquessa Maria Amàlia d'Àustria. El 6 de maig de 1821 es casà a Florència amb el gran duc Ferran III de Toscana, fill de l'emperador Leopold II, emperador romanogermànic i de la infanta Maria Lluïsa d'Espanya. La parella no tingué cap fill. Malgrat aquest fet, Ferran tenia cinc fills d'un anterior matrimoni amb la princesa Lluïsa de Borbó-Dues Sicílies. Maria Ferranda quedà viuda tres anys després d'haver-se casat i mai més es tornà a casar. Morí el dia 3 de gener de 1865 al Castell de Brandeis.